# IF Stjernen
Idrætsforeningen Stjernen er en dansk idrætforening i Odense, der blev stiftet 18. april 1921. Indtil 1931 blev der kun dyrket vintergymnastik og atletik i klubben, men så begyndte man at spille noget bold i forbindelse med gymnastikken. Stjernen var med til at stifte Fyns Håndboldunion i 1933. I 1962 blev atletikafdelingen nedlagt, så nu var der kun håndbold på programmet indtil 1992, hvor man også begyndte at spille tennis.

## Hold

### Damer
Klubbens bedste damehold sikrede sig i 2011 oprykning til næstbedste håndboldrække, 1. division, hvor klubben således spillede i 2011/12-sæsonen. Holdet blev dog trukket forud for 2013/14-sæsonen.
Dameholdet sikrede sig i 2019 igen oprykning til landets næstbedste håndboldrække, 1.division. Holdet rykkede ud af rækken med en placering som nummer 12 i sæson 2019/20.

### Herrer
Klubbens bedste herrehold er liggende i landets fjerdebedste række, 3.division. Holdet blev i sæson 2018/19 og 2019/2020 indtil jul trænet af den tidligere professionelle håndboldsspiller Emil Drejer. Thomas Bundgaard Rasmussen overtog holdet ved julepausen 2019 og er pt. træner. Holdet sluttede som nummer 9 i sæson 2019/20.

## Hjemmebane
IF Stjernen har hjemmebane i Skt. Jørgens Hallen, som er beliggende i Odense Centrum.
Tidligere havde IF Stjernen hjemmebane i Odense Idrætshal.